# Гедиминас Орелик
Гедиминас Орелик (литв. Gediminas Orelikas; Шјауљај, 14. мај 1990) је литвански кошаркаш. Игра на позицији крила.

## Биографија
У млађим категоријама играо је за Шјауљај, а током сезоне 2006/07. забележио је и прве минуте у сениорској селекцији овог клуба. Уследила је по једна сезона у тадашњим литванским друголигашима Пјено жваигждес (2007/08.) и Пакруојис (2008/09.). Сезону 2009/10. започео је у матичном Шјауљају, али је већ у фебруару 2010. прешао у Пријенај. Са екипом Пријенаја освојио је Куп Литваније 2013. године, а такође је био најкориснији играч регуларног дела сезоне 2012/13. и у Литванској кошаркашкој лиги и у регионалној Балтичкој лиги. Маја 2013. потписао је за Лијетувос ритас и у његовом дресу је провео наредне три сезоне. У сезони 2016/17. бранио је боје Банвита и био је део састава који је овом клубу донео први трофеј у Купу Турске. У сезони 2017/18. је играо за Венецију.
У дресу репрезентације Литваније освојио је бронзану медаљу на Летњој универзијади 2011. године.

## Успеси

### Клупски
- Пријенај:
  - Куп Литваније (1): 2013.

- Лијетувос Ритас:
  - Куп краља Миндовга (1): 2016.

- Банвит:
  - Куп Турске (1): 2017.

- Рејер Венеција Местре:
  - ФИБА Куп Европе (1): 2017/18.

### Репрезентативни
- Универзијада:  2011.

### Појединачни
- Идеални тим ФИБА Лиге шампиона — друга постава (1): 2016/17.
- Најкориснији играч Балтичке лиге (1): 2012/13.
- Најкориснији играч Првенства Литваније (1): 2012/13.